# Wizualizacja (informatyka)
Wizualizacja – sposób przedstawienia dowolnego istniejącego lub będącego w fazie projektowania obiektu za pomocą dowolnego programu do tworzenia grafiki 3D.
Proces tworzenia wizualizacji składa się z 4 zasadniczych etapów:
Modelowaniejest żmudnym procesem tworzenia obiektów 3D za pomocą przekształceń geometrycznych figur (sześcian, prostopadłościan,kula, cylinder itp.), istnieje również wiele innych technik modelowania obiektu, każda aplikacja posiada inne narzędzia sprzyjające tworzeniu różnych trójwymiarowych figur geometrycznych.
Teksturowaniepo wykonaniu modeli 3D należy nadać im odpowiednie tekstury (np. zdjęcia), tak by prezentowane obiekty były jak najbardziej fotorealistyczne. I tak dla każdego obiektu definiuje się materiały oraz odpowiednie parametry rozproszenia światła, odbicia światła, refleksów, wygładzania i wiele innych ustawień, które w konsekwencji nadadzą obiektowi realistyczny wygląd.
Ustawienie scenykolejnym krokiem jest ustawienie w programie graficznym świateł, kamery, oraz sceny (np.: rozmieszczenie foteli w wizualizowanym pokoju, stołu itd.). W tej części przydatna może okazać się wiedza z zakresu oświetlania obiektów w studiu fotograficznym, każda aplikacja grafiki 3D imituje różne rodzaje lamp, więc ich wykorzystanie zależy od inwencji oraz doświadczenia grafika; powinny być one dobierane dla każdej sceny. Bardzo pomocna na tym etapie jest obserwacja światła w świecie rzeczywistym
Renderowanie (przeliczenie) scenypolega na przeliczaniu przez komputer wszystkich ustawień użytych źródeł światła, materiałów, odbić itp. i utworzenie płaskiego obrazu rastrowego (2D). Rendering, w zależności od ustawień oraz mocy obliczeniowej posiadanego sprzętu komputerowego, potrafi trwać bardzo długo. Niektóre aplikacje 3D pozwalają na rendering sieciowy, czyli podłączenie kilku komputerów do sieci i wykorzystanie ich do realizacji obliczeń, co znacząco skraca czas renderowania.: